# Gysenberg (Adelsgeschlecht)

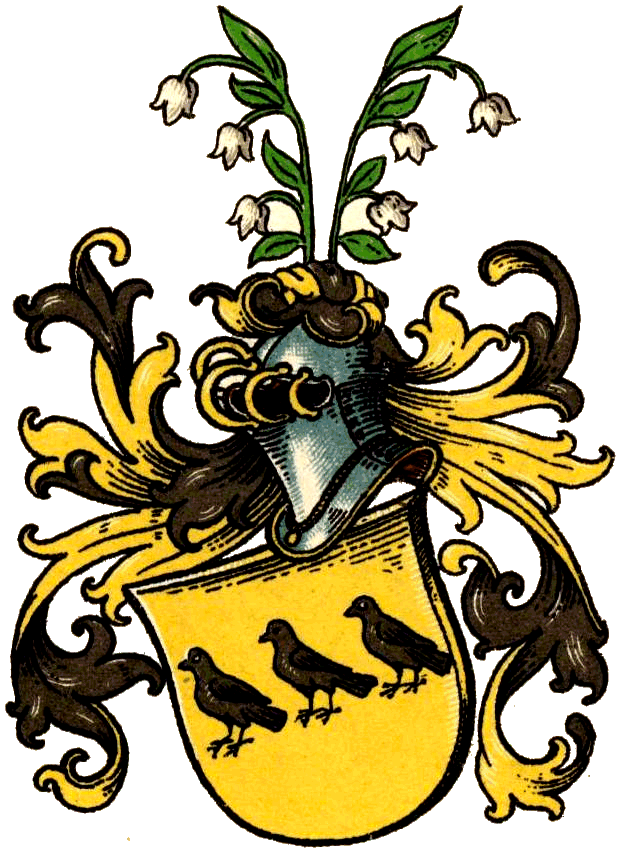
Wappen derer von Gysenberg im Wappenbuch des Westfälischen Adels

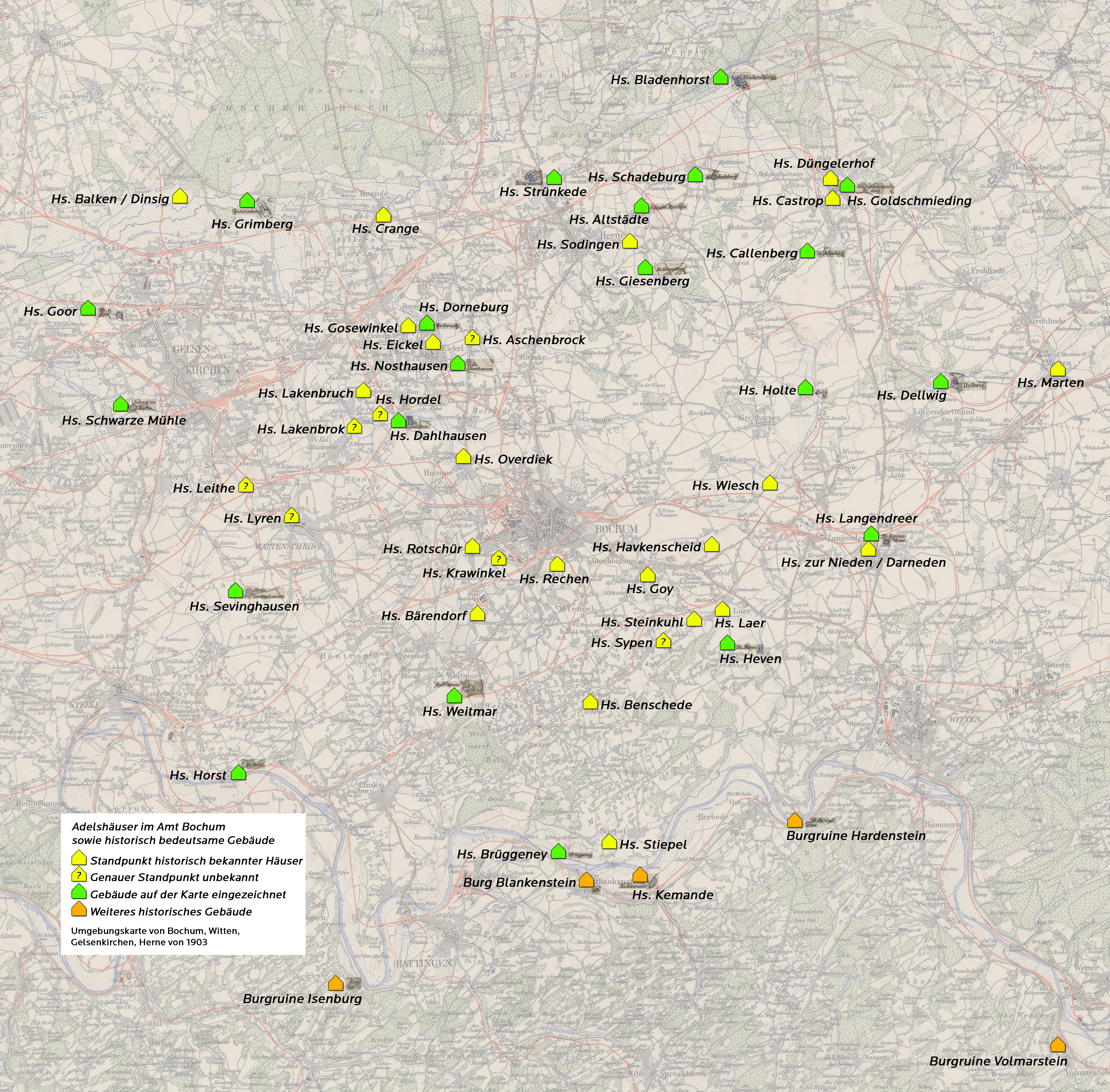
Die Adelssitze und Rittergüter im Amt Bochum mit einer Einzeichnung von Haus Giesenberg

Gysenberg (auch Giesenberg) war der Name eines westfälischen Adelsgeschlechts, der sich von dem Ort Gysenberg in Herne ableitete.

## Geschichte
Urkundlich wurde im Jahre 1217 ein Rötger vom Gisenberge erwähnt.
Johann Diederich von Steinen beschrieb das Adelsgeschlecht: „Ist ein Rittersitz, eine Stunde von Castrop und eine halbe Stunde von Herne im Grunde an der Schmedebecke gelegen, und das Stammhaus eines zwar alten, aber vor wenigen Jahren ausgestorbenen Ritterbürtigen Geschlechts von Gisenberg, von welchem es durch Vermächtnis an die von Westerholt gekommen ist. Es lieget unweit dem Schloss eine schöne und einträgliche Mühle. Von dem Geschlecht von Gisenberg finde ich ueberhaupt dieses: Gisenberg, nobilis familia in Comitatu Marchensi (eine vornehme Familie in der Grafschaft Mark) haben die Schlösser Gisenberg, Henrichenburg, Asterlage u. f. Sie führen im goldnen Schilde drei balkenweise hintereinander gesetzte schwarze Vögel; über dem mit einem Wulst gezierten Helm fünf goldene Lilien mit schwarzen Stielen.“
Arndt von Giesenberg wurde 1488 mit der Henrichenburg belehnt.
Der letzte Gysenberger war Adolf Arnold Robert von Gysenberg. Er war unverheiratet und seit 1675 Domherr in Hildesheim. Mit seinem Tod am 2. Juni 1725 starb das Adelsgeschlecht aus. Sein Bruder Johann Heinrich von Gysenberg († 1717) fungierte als Domkapitular und Domdekan im Domkapitel Speyer; sein Barockepitaph ist im Speyerer Dom erhalten. 
Die Familienbesitztümer gingen über an den Großneffen der beiden genannten Brüder, Joseph Clemens August Maria von Westerholt. Das Erbe war mit der Auflage verbunden, den Namen Gysenberg weiterzuführen. Die Familie nannte sich seit dieser Zeit Westerholt-Gysenberg.

## Wappen
Das Wappen zeigt in Gold drei balkenweise sitzende schwarze Vögel (Amseln). Auf dem Helm mit schwarz-goldenen Decken und Helmwulst fünf (sechs) grün gestielte silberne (goldene) Glockenblumen.